# Saint-Paul, Réunion
Saint-Paul là một xã thuộc tỉnh Réunion.